# 歐瀆
歐瀆，現在又稱歐瀆村，一個自然村落。
居民以徐姓、張姓為主，位於太湖西濱，位於毛瀆北邊，屬於江蘇宜興市周鐵鎮。村内有欧渎桥，为石拱桥，1990年重建，2003年重建，为湖滨公路桥。